# Встретимся на стадионе (фильм)
Встретимся на стадионе (узб. Stadionda uchrashamiz) — советская чёрно-белая кинокомедия, снятая режиссёром Загидом Сабитовым на Ташкентской студии художественных и хроникальных фильмов в 1955 году.
Премьера фильма состоялась 15 февраля 1956 года.

## Сюжет
Фильм повествует о том, как молодые узбекские колхозники-любители спорта, на личном примере доказывают, старикам, что спорт не только не мешает работе в колхозе, а, наоборот, способствует трудовым успехам.

## В ролях
- Яйра Абдулаева — Рано (дублировала И. Карташёва)
- А. Алиходжаев — Асад (дублировал В. Рождественский)
- Хикмат Латыпов — старик-отец (дублировал А. Вовси)
- Наби Рахимов — Алиев (дублировал С. Цейц)
- Лютфи Сарымсакова — Мафрат-хон (дублировала Е. Понсова)
- Амин Турдыев — Азимов (дублировал Р. Плятт)
- Михаил Мансуров — Рустам (дублировал К. Тыртов)
- Яхъяхон Маматханов — Ариф-ата (дублировал Б. Баташев)
- Роман Ткачук — Женя Панько

## Съёмочная группа
- Авторы сценария — Юрий Калабин
- Режиссёры — Загид Сабитов
- Оператор — Александр Панн
- Композитор — Георгий Мушель, Дада-Али Сааткулов
- Художник — Валентин Синиченко